# Lupe Fuentes
Zuleidy Piedrahita Vergara (Santiago de Cali; 27 de enero de 1987), más conocida por su nombre artístico Lupe Fuentes, es una productora y DJ de house colombiano-española. Es conocida por su pasado como actriz pornográfica.

## Biografía
Zuleidy Piedrahíta Vergara nació el 27 de enero de 1987 en Santiago de Cali, Colombia, de padre español y madre colombiana, se crio entre Tenerife y Madrid.
Inició una relación con el director pornográfico Pablo Lapiedra, con quien más tarde contraería matrimonio. De la mano de Pablo y su hermano el productor Ramiro Lapiedra, se inició en el cine pornográfico.
Ha sido portada de revistas como Interviú, Primera Línea o Diosas del desnudo 2. Fuera del cine X ha participado en películas comerciales como Isi & Disi, alto voltaje, junto a su habitual compañera en el cine para adultos, Lucía Lapiedra.
Desde abril de 2007 para lograr una proyección internacional se la publicitó el mundo de internet bajo el nombre de Little Lupe, con página web propia alojada en los servidores de Triple X Media, junto a otras páginas dedicadas al género teen como Little April o Trixie Teen.
En 2008 se sometió a una operación que aumentó sus pechos, modificando sustancialmente su aspecto de "lolita" que le había dado la fama.
Se divorció de Pablo Lapiedra, y en enero de 2010 inició relación con el músico estadounidense Evan Seinfeld, con quien contrajo matrimonio en 2011. En 2020 Fuentes solicitó el divorcio.

## Controversias
En 2009 un hombre fue acusado de tenencia de pornografía infantil a su llegada a Puerto Rico, tras haber adquirido una de sus películas, en 2010 la actriz viajó para testificar y demostrar ante la corte federal que era mayor de edad cuando dicha película fue filmada.
En marzo de 2011, la policía colombiana solicitó la búsqueda de Zuleidy Piedrahíta por pornografía infantil y falsificación de documentos. De acuerdo a los reportes, ella y su exesposo Pablo Lapiedra reclutaban a adolescentes en las ciudades de Medellín y Bello en Colombia. Los directores del colegio Javiera Londoño reportaron a las autoridades que una de sus estudiantes —menor— fue contratada por Piedrahíta y Lapiedra para aparecer en diez de sus producciones.
Cuando la policía española interrogó al exesposo de Fuentes, el productor de la industria del porno Pablo Lapiedra, este alegó que ella era quien estaba encargada de hacer los castings a las chicas para participar en sus producciones. La Interpol solicitó una orden de arresto internacional para Piedrahíta.
Durante su testimonio, LaPiedra acusó a Piedrahíta de convencer a las chicas para participar en las películas, tras ser puesto en libertad huyó a Hungría. Durante la vista para su extradición, Piedrahíta despidió a sus abogados, dejó de ser activa en sus redes sociales y se informó que había sido deportada de Estados Unidos a Colombia, donde probablemente tendría que enfrentarse a un juicio.

## The Ex Girlfriends
Retirada del mundo porno, Fuentes quería cambiar de carrera. En noviembre de 2012, anunció en sus redes sociales que se había reinventado y que ahora se dedicaría a la música, lanzando un videoclip con su nueva banda The Ex Girlfriends, de la que es su vocalista. El grupo constaba de 5 chicas, incluida Fuentes, apoyadas por 4 bailarines. Las integrantes estuvieron practicando baile, canto y composición durante dos años. De cualquier manera, el grupo no se formó sino hasta finales de septiembre, principios de octubre del 2012. Los coreógrafos del grupo han trabajado con otros cantantes de Pop como Justin Bieber, Shakira, Christina Aguilera, Katy Perry, Maroon 5, Tiësto, Nelly Furtado y N.E.R.D.
Ella es además productora del grupo, junto con su actual marido Evan Seinfeld.
Lanzaron dos sencillos; "We Are The Party" (Nosotras somos la fiesta) el 6 de noviembre de 2012 y "Whatchya Looking At?" (¿Qué estás mirando?) lanzado el 18 de marzo del 2013.

## Premios
- FICEB 2006: Nominada al premio Ninfa a la Mejor actriz española revelación por Posesión.[20]
- 2009 nominada Hot d'Or - Mejor Actriz Europea - 100 % Zuleidy[21]
- 2010 AVN Award nominada - Mejor Nueva estrella joven Web[22]
- 2010 F.A.M.E. Premio - nuevo estrella joven Favoritos[23]

## Filmografía
- Obsesión (2006)
- La Venganza de las Ninfas (2006)
- Posesión (2006)
- Matadero (2007)
- Chloe (2007)
- El diario de Zuleidy (2007)
- Depravada (2007)
- Private 43: 100% Zuleidy (2008)